# Ghosts (serie de televisión británica)
Ghosts (Fantasmas en España) es una sitcom británica de la BBC protagonizada por Charlotte Ritchie y dirigida por Tom Kingsley, que consta de 5 temporadas. La primera temporada se estrenó en 2019.
Una adaptación del mismo nombre por parte de la CBS de Estados Unidos se estrenó en 2021.

## Argumento
Alison hereda la enorme mansión de una tía lejana y, junto con su marido Mike, deciden mudarse para montar un negocio. Lo que no saben es que la casa está encantada por varios espíritus de distinta épocas.
Por accidente, Alison se da un golpe en la cabeza y al despertar es capaz de ver a los otros inquilinos de la casa.

## Elenco

### Principales
- Charlotte Ritchie como Alison Cooper
- Kiell Smith-Bynoe como Michael 'Mike' Cooper
- Lolly Adefope como Katherine 'Kitty' Higham
- Mathew Baynton como Thomas Angus Thorne
- Simon Farnaby como Julian Fawcett
- Martha Howe-Douglas como Lady Stephanie 'Fanny' Button
- Jim Howick como Patrick ‘Pat’ Butcher
- Laurence Rickard como Rogh/'Robin'
  - Rickard also appears como la cabeza de Sir Humphrey Bone
- Ben Willbond como el capitan James
- Katy Wix como Mary Guppy (temporadas 1–4)

### Recurrentes
- Anya McKenna-Bruce como Jemima.
- Geoffrey McGivern como Barclay Beg-Chetwynde
- Nathan Bryon como Obi
- Bridget Christie como Annie
- Jessica Knappett como Lucy
- Richard Durden como Charles Worthing

## Episodios

### Temporada 1
1. Who Do You Think You Are?
2. Gorilla War
3. Happy Death Day
4. Free Pass
5. Moonah Ston
6. Getting Out

### Temporada 2
1. The Grey Lady
2. About Last Night
3. Redding Weddy
4. The Thomas Thorne Affair
5. Bump in the Night
6. Perfect Day
7. The Ghost of Christmas

### Temporada 3
1. The Bone Plot
2. A Lot to Take In
3. The Woodworm Men
4. I Love Lucy
5. Something to Share?
6. Part of the Family
7. He Came!

### Temporada 4
1. Happy Holiday
2. Speak as ye choose
3. The Hardest Word
4. Gone Gone
5. Poached Guests
6. Not Again
7. It's Behind You

### Temporada 5
1. Fools
2. Home
3. Pineapple Day
4. En Français
5. Carpe Diem
6. Last Resort
7. A Christmas Gift

## Adaptación
Una adaptación de Estados Unidos por parte de la CBS se anunció en noviembre de 2019 y fue en febrero de 2020 cuando se anunció que la BBC Studios iba a producir un episodio piloto junto a Lionsgate Television y la CBS.
En marzo del mismo año Rose McIver (iZombie) se escogió para el piloto y en julio  Utkarsh Ambudkar.
En diciembre de 2020 se anunció el resto del elenco compuesto por Brandon Scott Jones, Richie Moriarty, Asher Grodman, Rebecca Wisocky, Sheila Carrasco, Danielle Pinnock y Roman Zaragoza was announced.
El 31 de marzo de 2021 se hizo público que una serie entera había sido pedida por la productora. 
La serie se estrenó en octubre de 2021. En enero de 2022 se renovó para una segunda temporada y en enero de 2023 por una tercera.
- Datos: Q63438775
- Multimedia: Ghosts (2019 TV series) / Q63438775